# 右更增一
右更增一，双鱼座94（94 Psc）是双鱼座的一颗恒星，视星等为+5.50，距离地球约279光年。